# Richmond (Missouri)
Richmond város az Amerikai Egyesült Államok Missouri államában, Ray megyében, melynek megyeszékhelye is. Lakosainak száma 6013 fő (2020. április 1.).

## Népesség
A település népességének változása:

| 2010 | 5 797 |
| 2020 | 6 013 |